# NGC 474
NGC 474 je čočková galaxie v souhvězdí Ryb vzdálená od Země přibližně 96 milionů světelných let, která má průměr asi 250 000 světelných let. Hvězdná velikost galaxie je 11,5 a má úhlové rozměry 7,1′ × 6,3′. Objevil ji William Herschel 13. prosince 1784.

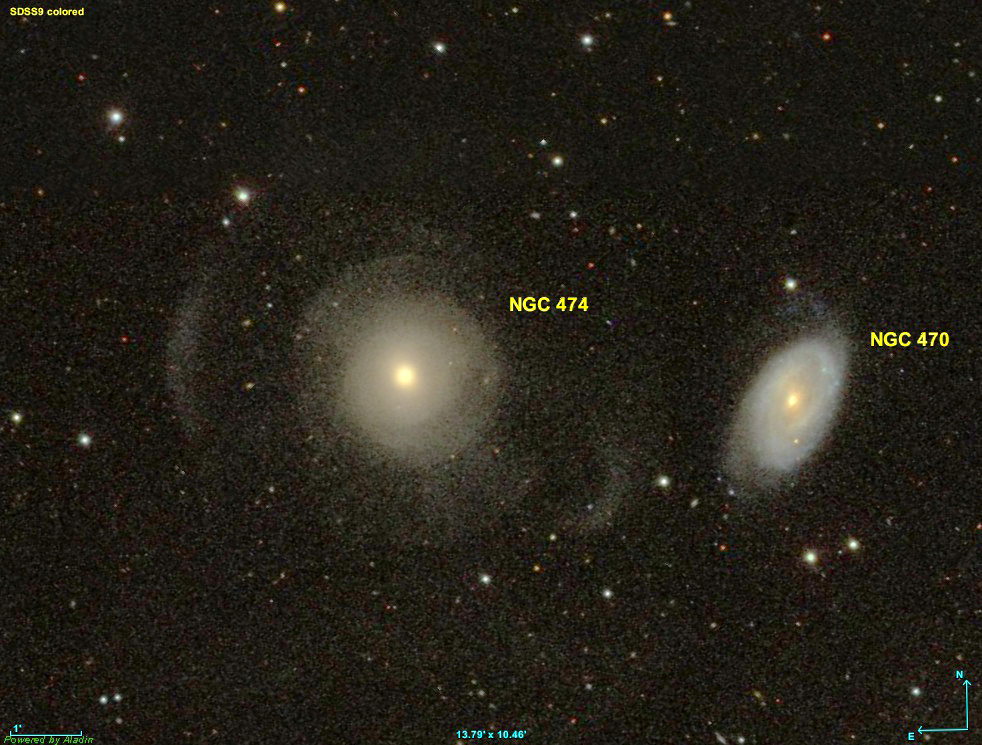
Obálka kolem galaxie NGC 474.

Vnější vrstvy galaxie mají složitou strukturu. Jejich původ je neznámý, ale možná souvisí se slapovými ohony po pohlcení menších galaxií, nebo mohou být důsledkem působení hustotních vln vzniklých interakcí s blízkou galaxií NGC 470. Díky těmto vnějším vrstvám ji Halton Arp v roce 1966 zařadil do svého Atlasu pekuliárních galaxií pod označením Arp 227 jako příklad galaxie se soustřednými kruhy, které podle popisu dosahují průměru 7,4.′ Někdy bývá jako Arp 227 označována i galaxie NGC 470, ale v Atlasu pekuliárních galaxií je pod tímto označením zapsána pouze galaxie NGC 474.